# Beatriz Fernández de Bobadilla
Beatriz Fernández de Bobadilla, (1440 - 1511), primera marquesa de Moya fou una noble castellana.
Isabel la Catòlica li va atorgar al matrimoni compost per la seva cambrera Beatriz Fernández de Bobadilla i al seu marit Andrés de Cabrera el Marquesat de Moya per custodiar els tresors de la corona a l'Alcàsser de Segòvia durant la guerra civil castellana i per la seva demostrada lleialtat als Reis Catòlics durant la conquesta del Regne de Granada.
La seva neboda Beatriz de Bovadilla va ser governadora de La Gomera en nom del seu fill Guillén Peraza de Ayala